# Hôtel des Artistes : Nocturne
Pour plus de détails, voir Fiche technique et Distribution.
Hôtel des Artistes : Nocturne est un court métrage français réalisé par Jean Perdrix en 1949.

## Synopsis
A l'Hôtel des Artistes, des interprètes essaient de dissuader en chanson un huissier qui tentent de saisir les meubles.

## Fiche technique
- Réalisation : Jean Perdrix
- Production : Jacques Vitry
- Photographie : Jacques Lemare
- Pays :  France
- Format : Noir et blanc - Mono
- Genre : Comédie
- Durée : 13 minutes
- Année de sortie : 1949

## Chansons
- Casablanca
  - Musique : Georges Ulmer
  - Paroles : Georges Koger
  - Interprétation : Jean Deny

- Seule avec mes Souvenirs
  - Musique : Mario Melfi
  - Paroles : André Salvet
  - Interprétation : Marie-Laurence

- J'ai Bu
  - Musique : Pierre Roche
  - Paroles : Charles Aznavour
  - Interprétation : Jean Valmence

## Production
Les chansons sont interprétées avec l'orchestre de Camille Sauvage.